# Joe Mercer
Joseph Mercer OBE (ur. 9 sierpnia 1914 w Ellesmere Port, zm. 9 sierpnia 1990 w Liverpoolu) – angielski piłkarz i trener piłkarski. Na przełomie lat 60. i 70. był szkoleniowcem Manchesteru City, z którym najpierw awansował do Division One, a później – w 1970 roku – triumfował w finale Pucharu Zdobywców Pucharów. W 1974 roku pełnił funkcję tymczasowego selekcjonera reprezentacji Anglii. Oficer Orderu Imperium Brytyjskiego (OBE).

## Kariera piłkarska
Był lewonożnym pomocnikiem. Zaczynał sportową przygodę w lokalnym klubie Ellesmere Port FC. W wieku 18 lat zapisał się do szkółki piłkarskiej Evertonu, w którego barwach rozegrał następnie 186 meczów i zdobył mistrzostwo kraju w sezonie 1938/1939. W czasie II wojny światowej służył w angielskiej armii (dosłużył się stopnia sierżanta) i występował w reprezentacji Anglii, której został kapitanem.
W 1946 roku, po czternastu latach gry w Evertonie, przeszedł do Arsenalu za 9 tysięcy funtów. Powodem odejścia była kłótnia z managerem Theo Kellym, który nie chciał pokryć kosztów rehabilitacji kontuzjowanego wówczas Mercera. W Arsenalu otrzymał opaskę kapitana i wkrótce potem poprowadził zespół do dwukrotnego triumfu w rozgrywkach o mistrzostwo kraju i raz – w 1950 roku – do zwycięstwa w Pucharze Anglii. Zakończył sportową karierę cztery lata później. Miał wtedy czterdzieści lat.

## Sukcesy piłkarskie
- mistrzostwo Anglii 1939 z Evertonem
- mistrzostwo Anglii 1949 i 1953 oraz Puchar Anglii 1950 z Arsenalem

## Kariera trenerska
Rok po zakończeniu piłkarskiej kariery zastąpił zmarłego kilka tygodni wcześniej Rega Freemana na stanowisku trenera Sheffield United F.C. Jego pierwsza szkoleniowa przygoda zakończyła się spadkiem drużyny z pierwszej ligi angielskiej (Division One). Przez dwa kolejne sezony prowadził zespół w drugiej lidze.
W grudniu 1958 roku przeniósł się do pierwszoligowej Aston Villi. Mimo iż jeszcze w tym samym sezonie doprowadził ją do półfinału Pucharu Anglii, to, po raz drugi w karierze, musiał przełknąć gorzki smak spadku z ligi. Po tym wydarzeniu znacznie odmłodził zespół (znany od tej pory jako Nieletni Mercera) i już w 1961 roku triumfował z nim w inauguracyjnych rozgrywkach o Puchar Ligi Angielskiej.
Po odejściu z Birmingham został szkoleniowcem Manchesteru City. W latach 1965–1972 osiągnął z tym klubem największe sukcesy w całej jego historii, niepowtórzone po dziś dzień. Najpierw wprowadził zespół do Division One, po czym w ciągu dwóch lat zdobył mistrzostwo Anglii, Puchar Anglii, Puchar Ligi Angielskiej oraz Puchar Zdobywców Pucharów. W meczu finałowym PZP rozgrywanym 29 kwietnia 1970 roku na stadionie w Wiedniu podopieczni Mercera pokonali Górnik Zabrze.
Później na prawie dziesięć lat związał się z Coventry City. Najpierw był trenerem tego klubu, a później dyrektorem technicznym. W międzyczasie, po rezygnacji Alfa Ramseya z funkcji selekcjonera reprezentacji Anglii tymczasowo, od maja do października 1974 roku, prowadził drużynę narodową. Jego bilans: 7 meczów, 3 wygrane – 3 remisy – 1 porażka. Za największy sukces poczytuje mu się remisy z RFN i Argentyną.
W latach 80. znacznie ograniczył swoją aktywność zawodową. Zmarł w dniu swoich siedemdziesiątych szóstych urodzin, miesiąc po tym, jak reprezentacja Anglii, prowadzona przez Bobby'ego Robsona, zajęła czwarte miejsce na mistrzostwach świata.

## Sukcesy szkoleniowe
- półfinał Pucharu Anglii 1958/1959 oraz Puchar Ligi Angielskiej 1961 z Aston Villą
- mistrzostwo Anglii w sezonie 1967/1968, Puchar Anglii 1969, Puchar Ligi Angielskiej 1970 oraz Puchar Zdobywców Pucharów 1970 z Manchesterem City